# Porzellanmarke
Eine Porzellanmarke (auch Keramikmarke, Handelsmarke oder Bodenmarke) ist ein markenrechtlich geschütztes Zeichen. Dieses weist den betreffenden Hersteller aus und ist in der Regel auf der Unterseite von Porzellanwaren und Keramiken aufgetragen. Markenzeichen sind eindeutig und unterscheiden sich somit von anderen Zeichen.

## Geschichte

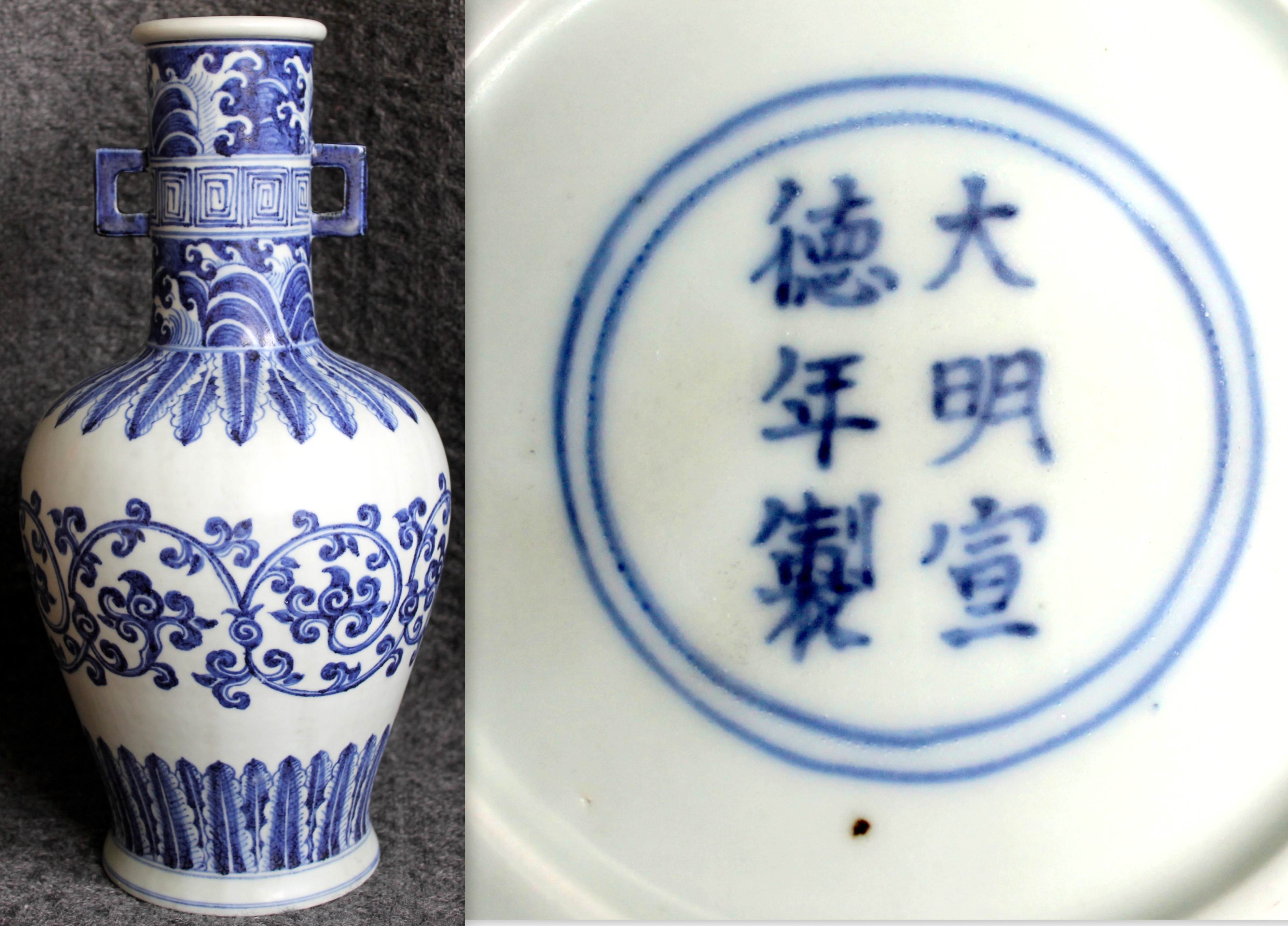
Porzellanvase der Ming-Dynastie aus der Zeit des Kaisers Xuande (reg. 1425–1435) und Markenstempel

Markenhinweise in Form von besonderen Zeichen finden sich bereits unter römischer Keramik und unter frühem chinesischem Porzellan. In Europa fand die eigentliche Bemarkung ihren Anfang aber erst mit der Einführung des Porzellans, also ab etwa 1720. In den darauf folgenden 90 Jahren, also bis etwa 1810, wurden die Marken in blau mit dem Pinsel, meist unter der Glasur, von Hand aufgetragen. Ab 1810 fanden dann auch Gummistempel Verwendung, oft in grüner Farbe, da diese sich wegen ihrer Dünnflüssigkeit etwas leichter stempeln ließ.
Zu Ende des 19. Jahrhunderts wurde es Brauch, auch Dekornamen zusätzlich zur eigentlichen Fabrikmarke anzubringen. Eine wichtige Datierungsgrenze ist durch die Einführung des britischen Handelsmarkengesetzes von 1887 gegeben: Danach musste auf allen Importwaren das Herkunftsland genannt werden; das geschah auf deutschem Porzellan meist mit dem Stempel »Made in Germany« oder nur mit »Germany«. Porzellane, die diesen Zusatzstempel zeigen, stammen demnach aus einer Produktion nach 1887.
Im Jahre 1874 wurde in Deutschland das „Gesetz über Markenschutz“ erlassen. Ab diesem Zeitpunkt wurde die Erforschung der Marken erheblich erleichtert.

## Markenzeichen
Bei den Zeichen auf einer Porzellanware oder einer Keramik ist zu unterscheiden:
- Fabrikmarke: Sie bezeichnet den Hersteller-Betrieb und stellt die eigentliche Porzellan- oder Keramik-Marke dar. Diese ist gegebenenfalls schon oft gefälscht worden.
- Handelsmarke: Sie bezeichnet einen Auftraggeber, Vertrieb, Händler oder Ähnliches
- Eigentumsmarkierung: Eine zusätzliche Markierung wie beispielsweise von einem Fürstenhaus, der Luftwaffe, von Hotelketten oder anderen Eigentümern.
- Malerzeichen: Ist bei handbemalten Stücken ein Zeichen des jeweiligen Porzellanmalers und zwar in Form eines
  - vollen Namens
  - Malermonogramms
  - Ziffern zu betriebsinternen Zwecken oft in rot oder goldener Farbe zumeist zur Stückzählung, Entlohnung oder ähnlichen Gründen.
- Entwerfer-Namen: Ist eine Signatur des jeweiligen Designers der jeweiligen Porzellanserie oder auch eines Einzelstückes.
- Bossierernamen
- Form-Nummer/Modellnummer: Eine spezielle Nummer zum Teil mit Größenindikator bei in die Form gegossenen Stücken.
- Dekor-Bezeichnung: Eine spezielle Bezeichnung, wenn auf die gleiche Grundform verschiedene Verzierungen (Dekore) aufgebracht wurden.
- Größen-Ziffer: Eine spezielle Nummer, wenn eine Form in unterschiedlichen Größen auf den Markt gebracht wurde.
- Qualitätszeichen: Eine besondere Markierung zur Kennzeichnung einer Qualitätsstufe wie beispielsweise  II. Wahl.
- Hinweise auf Schutzrechte: Durch Aufdrucke wie „Gesetzlich geschützt“, „Deposeé“, „D. R. P.“/„DBP“ (deutsches Reichs- bzw. Bundespatent) oder „DBP angem.“ (Patent angemeldet).

## Markenarten

### Unterglasurmarken
- Ritzmarke: Mit einem Griffel wird in die noch weiche Masse die Marke eingeritzt.
- Pressmarke: Mit einem Prägestempel wird in die noch weiche Masse die Marke eingedrückt.
- Pinselmarke: Mit einem Pinsel und Farbe wird nach dem ersten Brand die Marke aufgemalt.
- Stempelmarke: Mit einem Farbstempel wird vor dem Glasurbrand die Marke aufgestempelt.
- Abziehbild: Ein Abziehbild zur Porzellanmarkierung findet vor allem bei komplizierten Markenzeichen und bei Großserien Verwendung.

Unterglasurmarken sind meist von blauer, schwarzer oder auch grüner Unterglasurfarbe.

### Aufglasurmarken
- Pinselmarke: Mit Hilfe eines Pinsels wird nach dem Glasurbrand die Marke aufgemalt.
- Stempelmarke: Mit einem Stempel wird nach dem Glasurbrand die Marke aufgestempelt.
- Abziehbild: siehe Unterglasurmarken

Aufglasurmarken werden meist in Aufglasurfarben aufgebracht, die einen guten Kontrast zum Untergrund abgeben. Ebenso können sie in Glanzgold und sehr selten in Poliergold ausgeführt sein.

## Firmenzeichen / Bodenmarken bedeutender deutscher Hersteller

Firmenzeichen Meißner Porzellan ab 2009
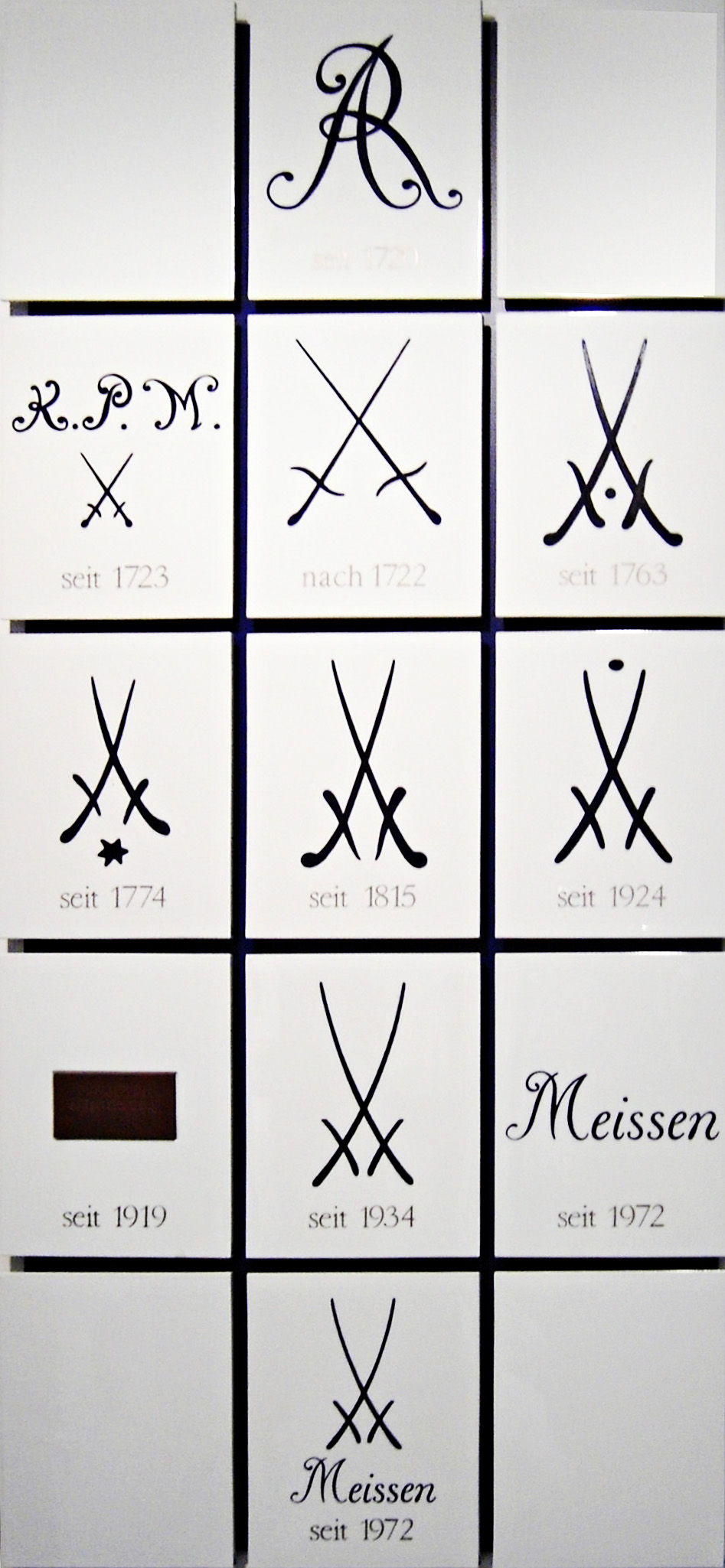
Meißner Porzellan; Bodenmarken im Laufe der Zeit
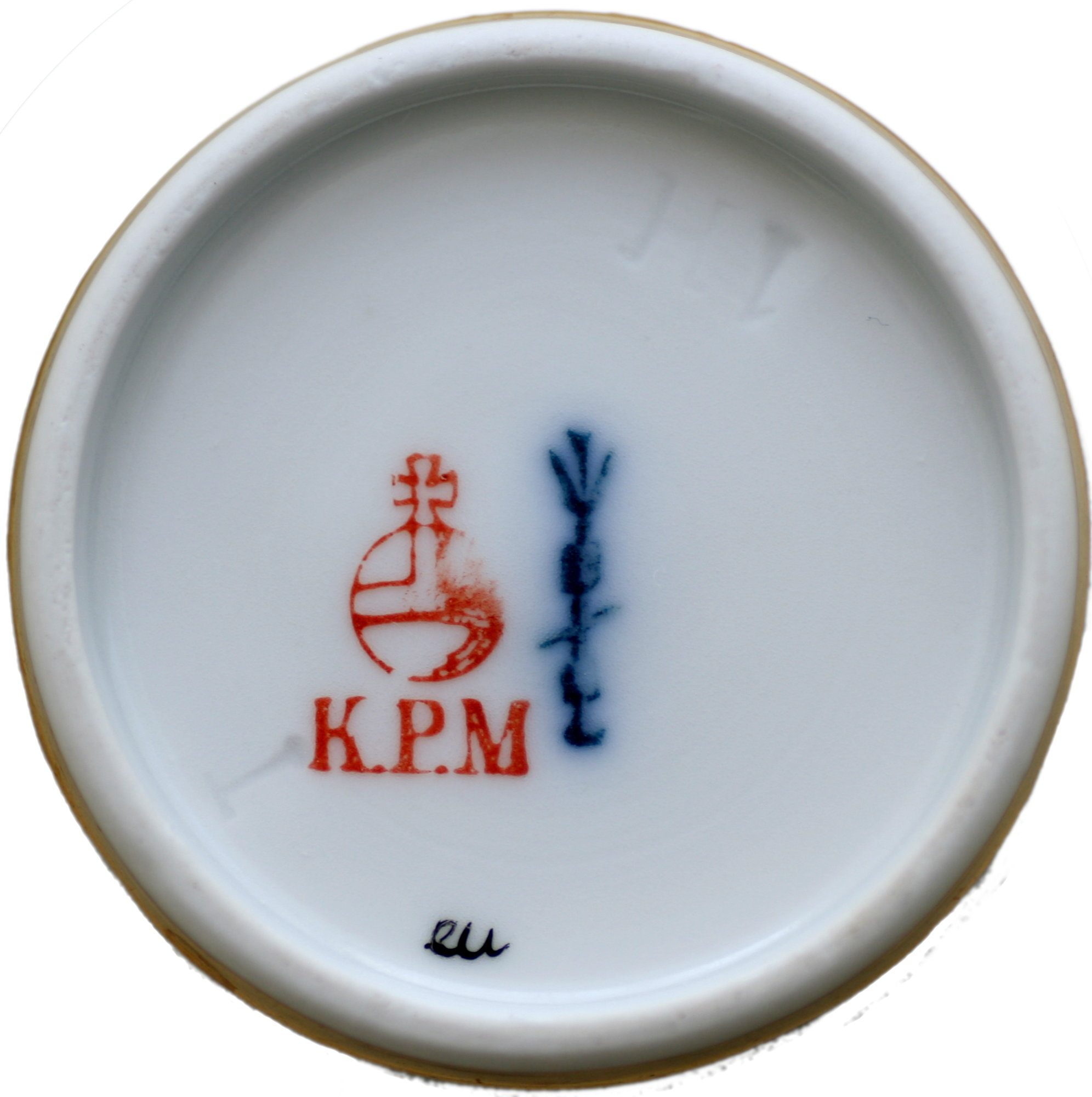
Porzellanmarke der Königlichen Porzellan-Manufaktur Berlin
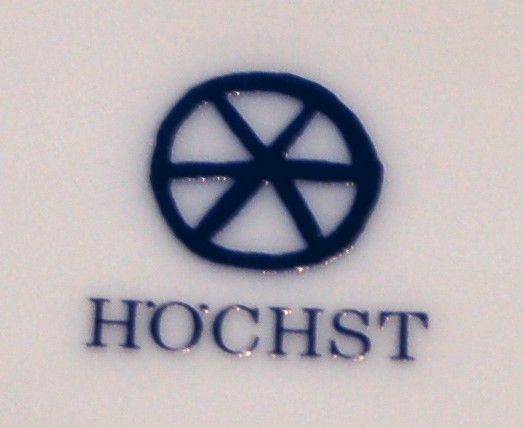
Porzellanmarke der Höchster Porzellanmanufaktur
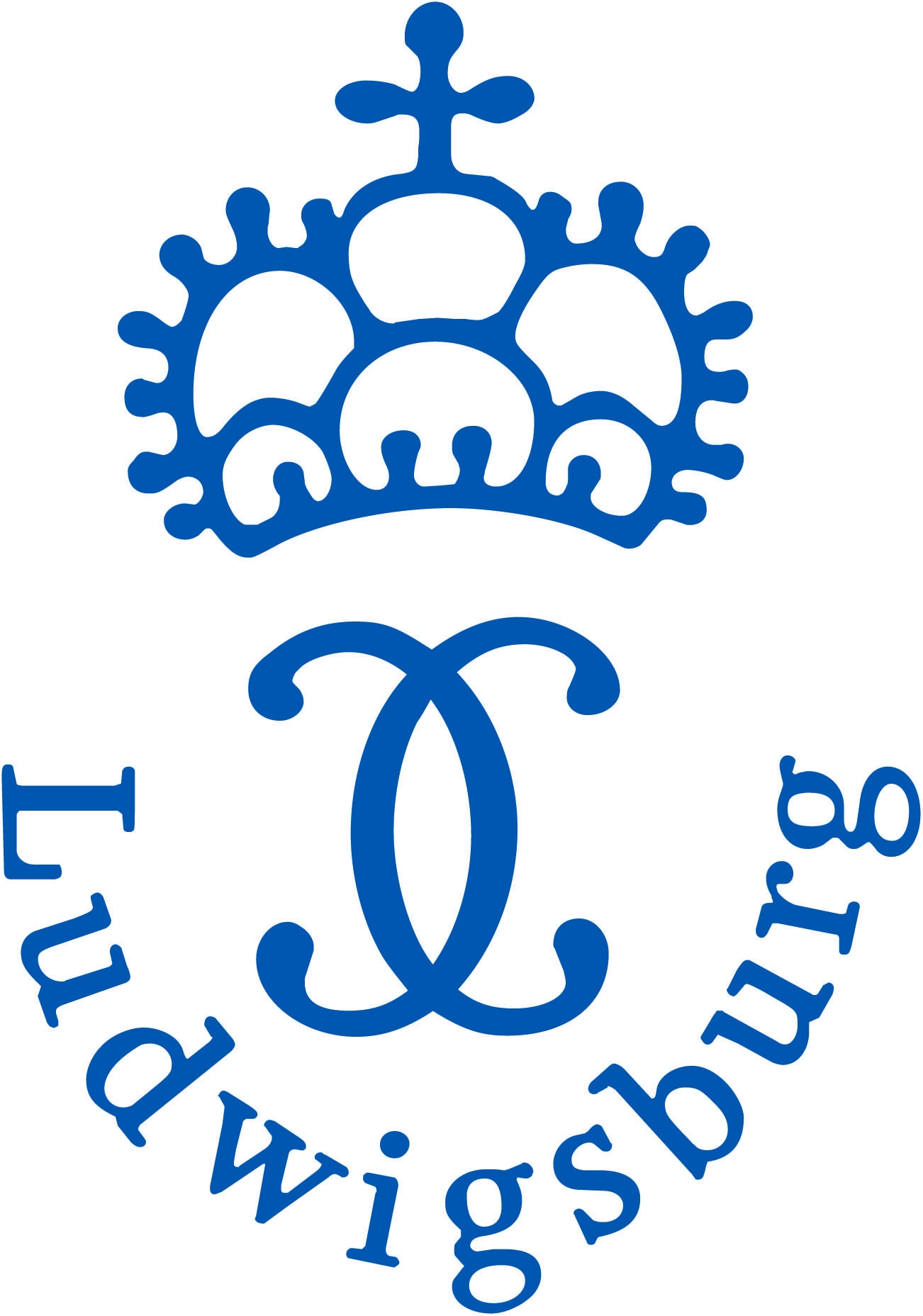
Porzellanmarke der Porzellan-Manufaktur Ludwigsburg
Bodenmarke Wallendorfer Porzellan, ab 1964
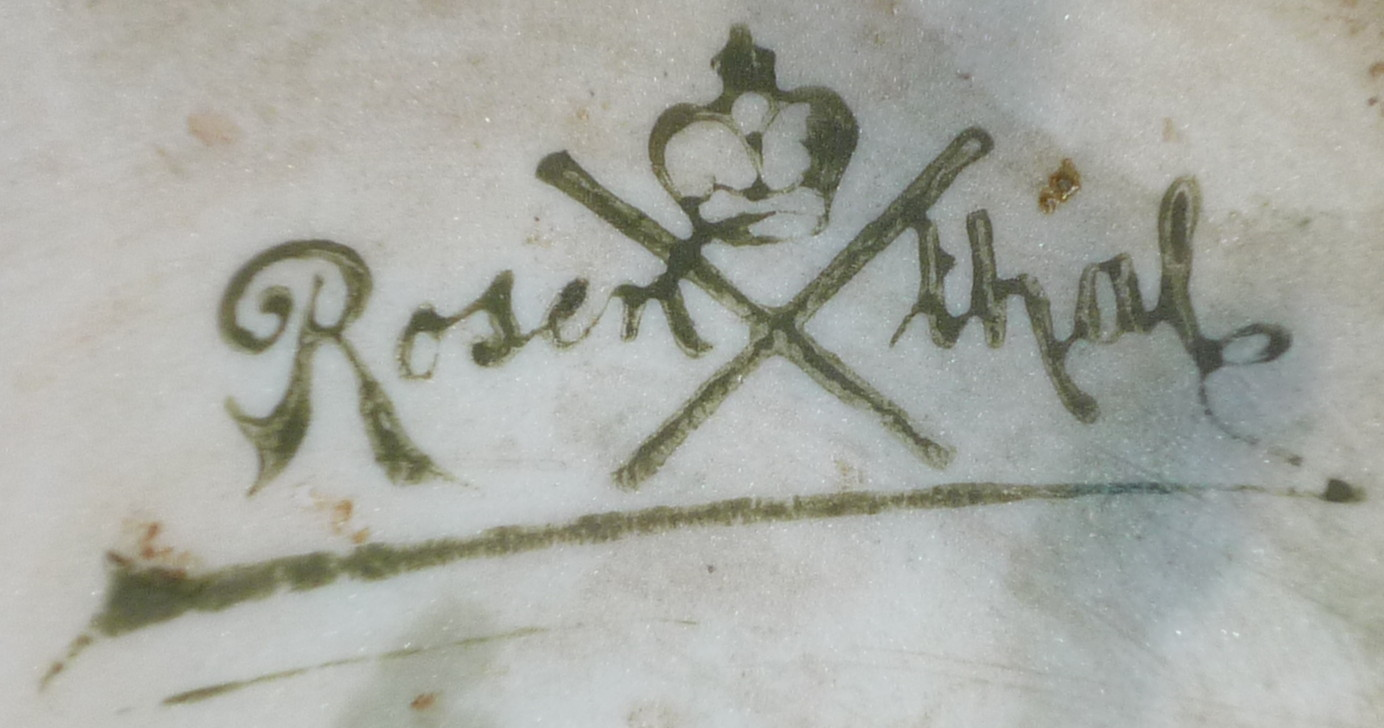
Altes Firmenzeichen von Rosenthal, ca. 1900
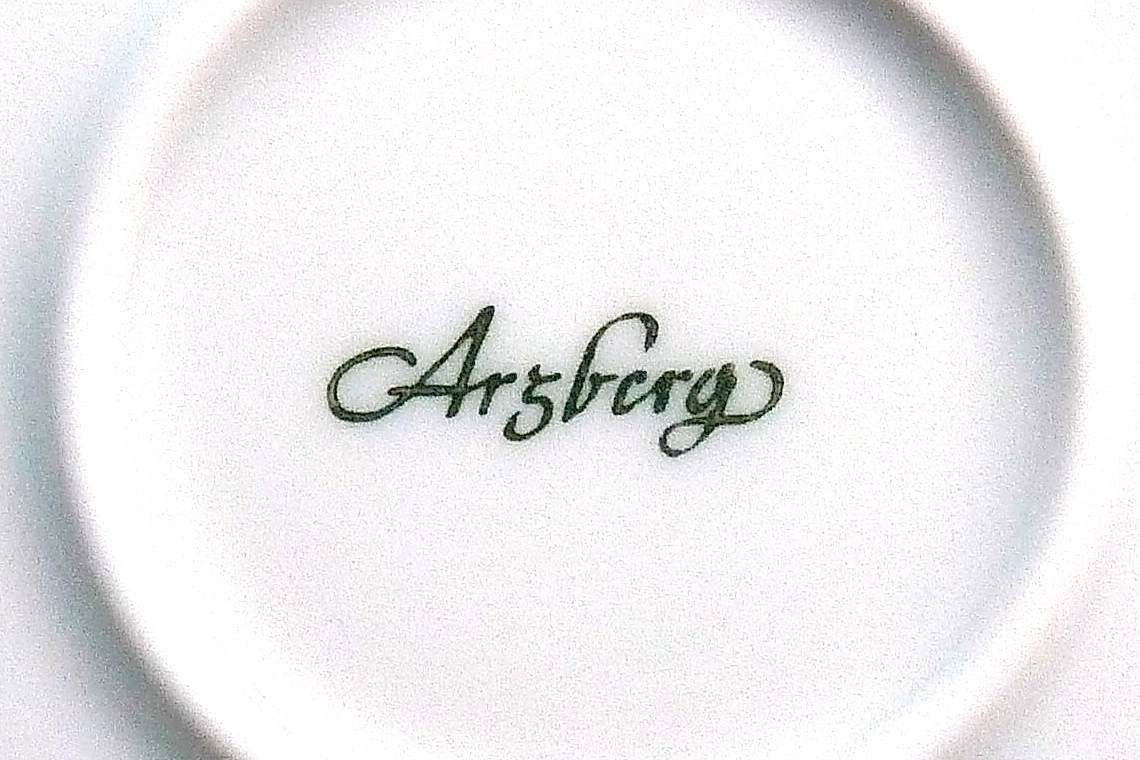
Arzberg, 1950er und 1960er Jahre
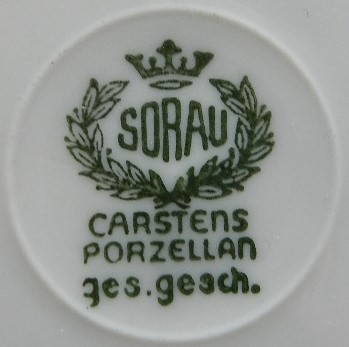
Sorau, C. & E. Carstens um 1930

## Bodenmarken weiterer Hersteller

Wallendorfer Porzellan, Lichte/Thüringen
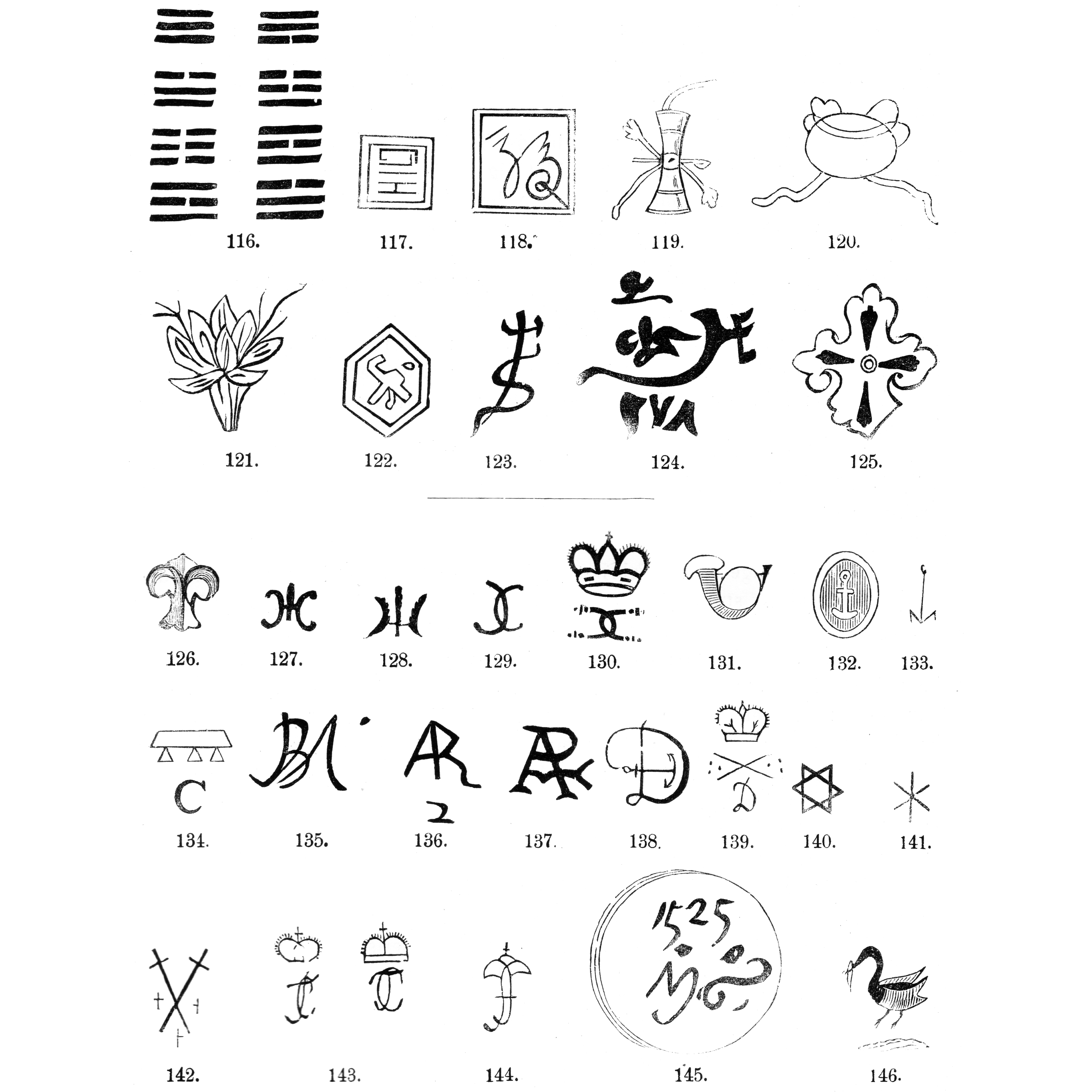
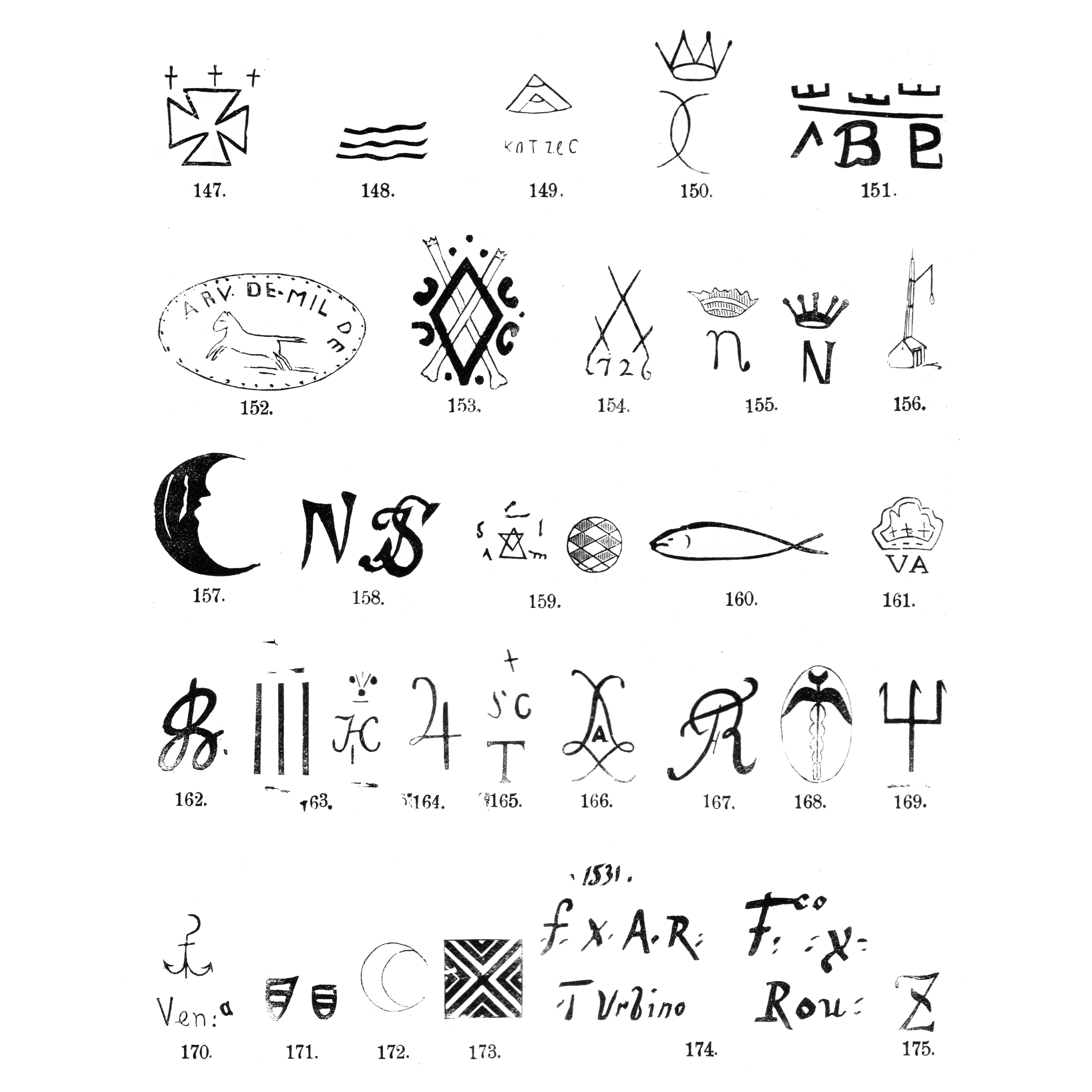
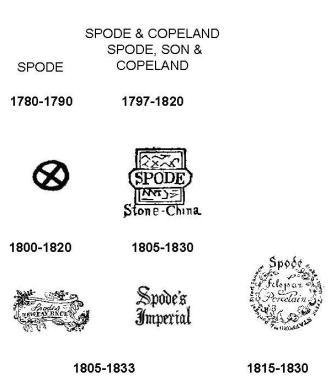
Spode, Stoke-on-Trent
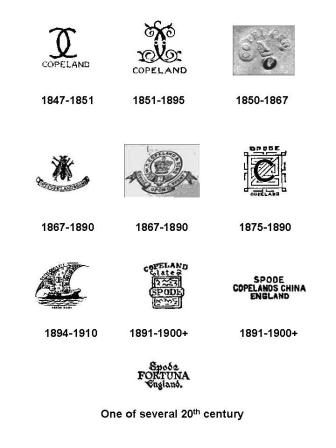
Spode, Stoke-on-Trent
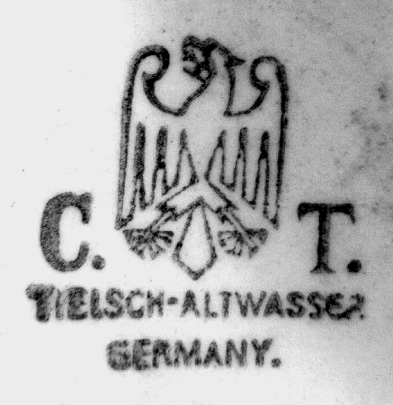
Carl Tielsch, Altwasser
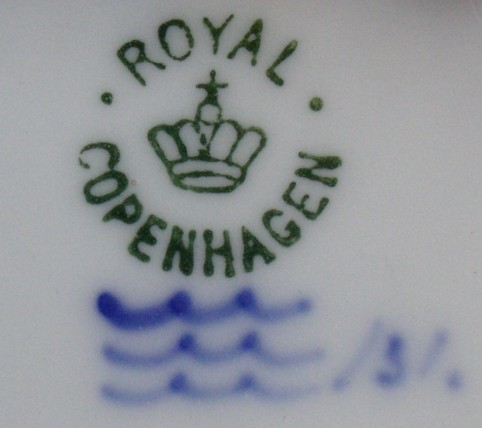
Royal Copenhagen
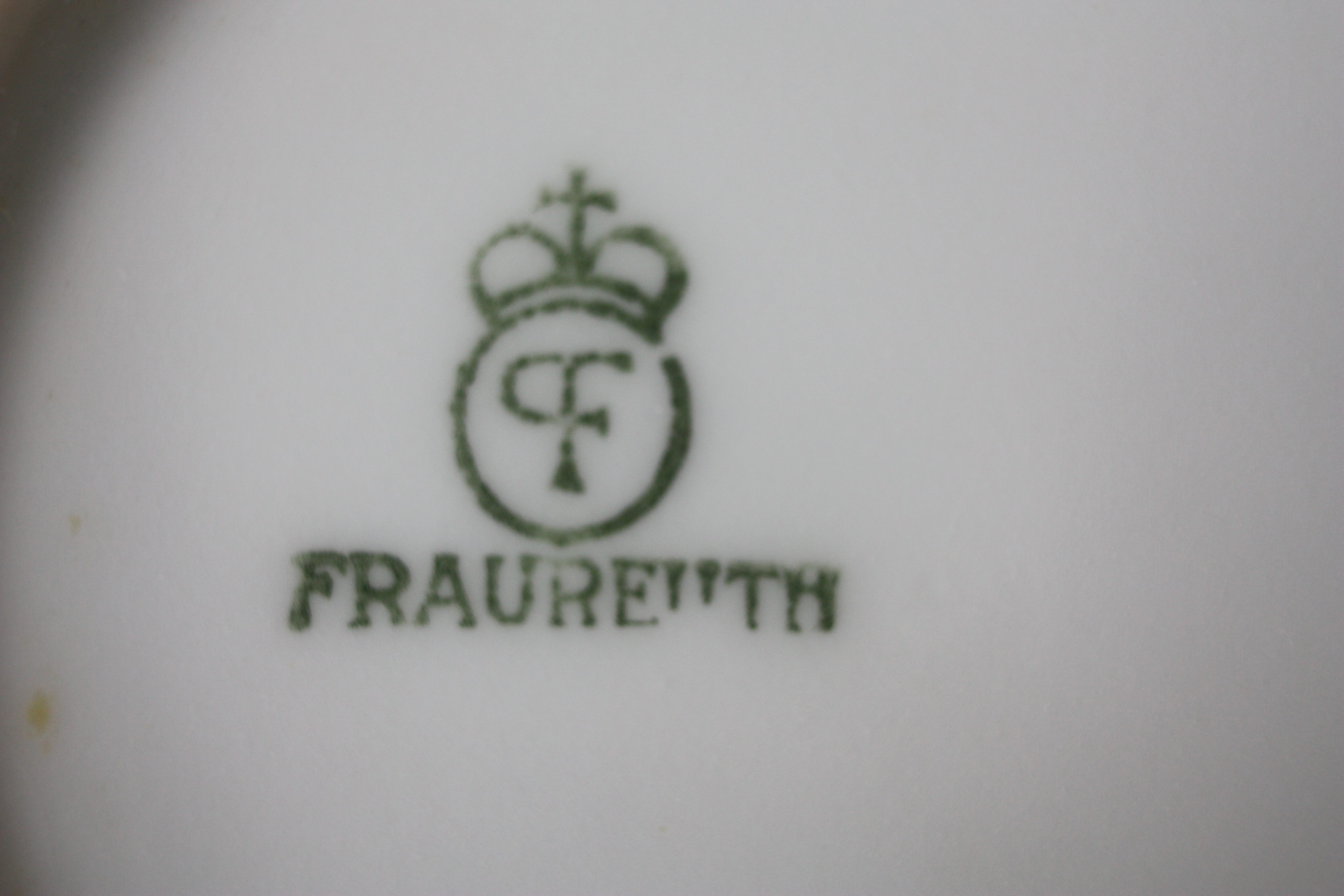
Porzellanfabrik Fraureuth
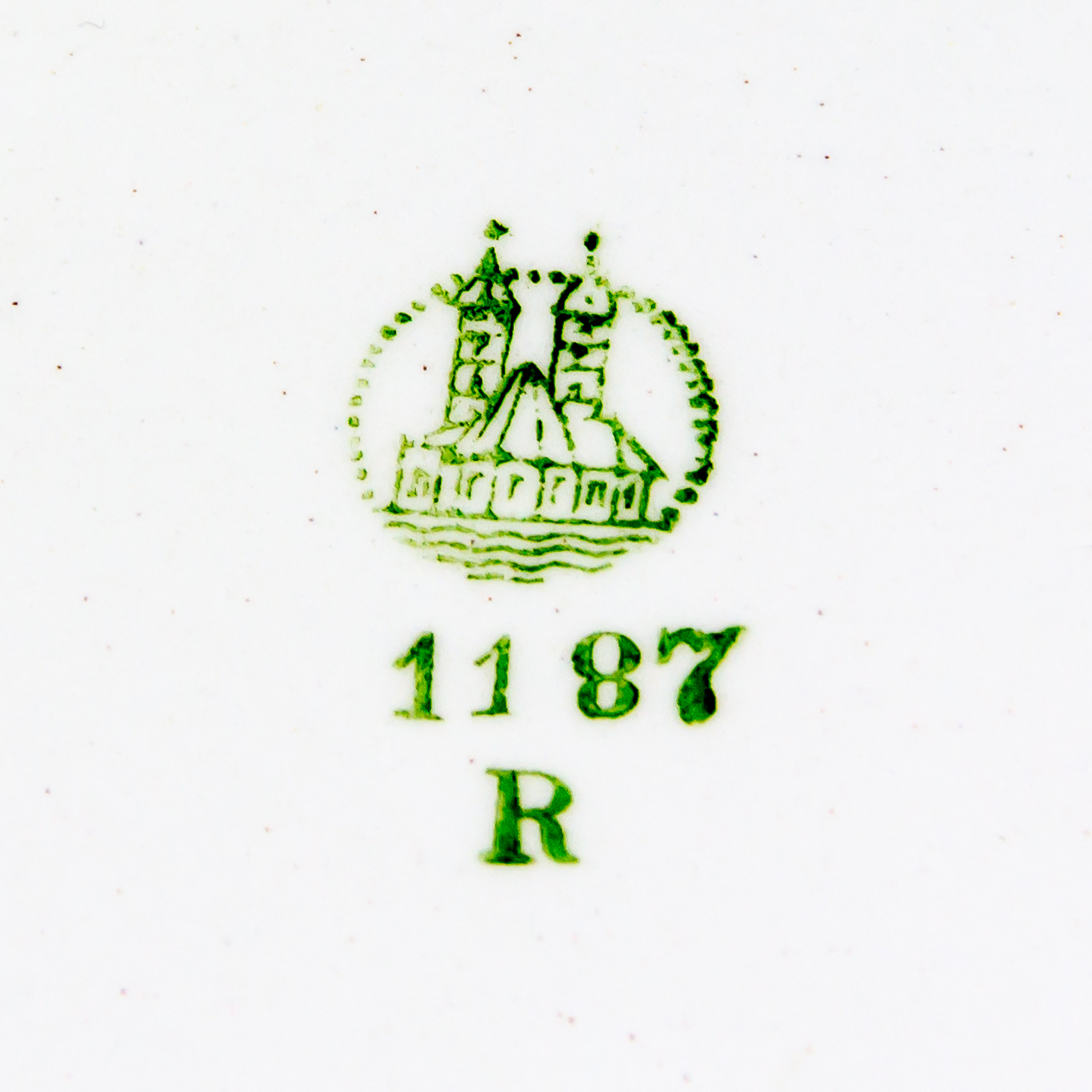
Steingutfabrik Paetsch
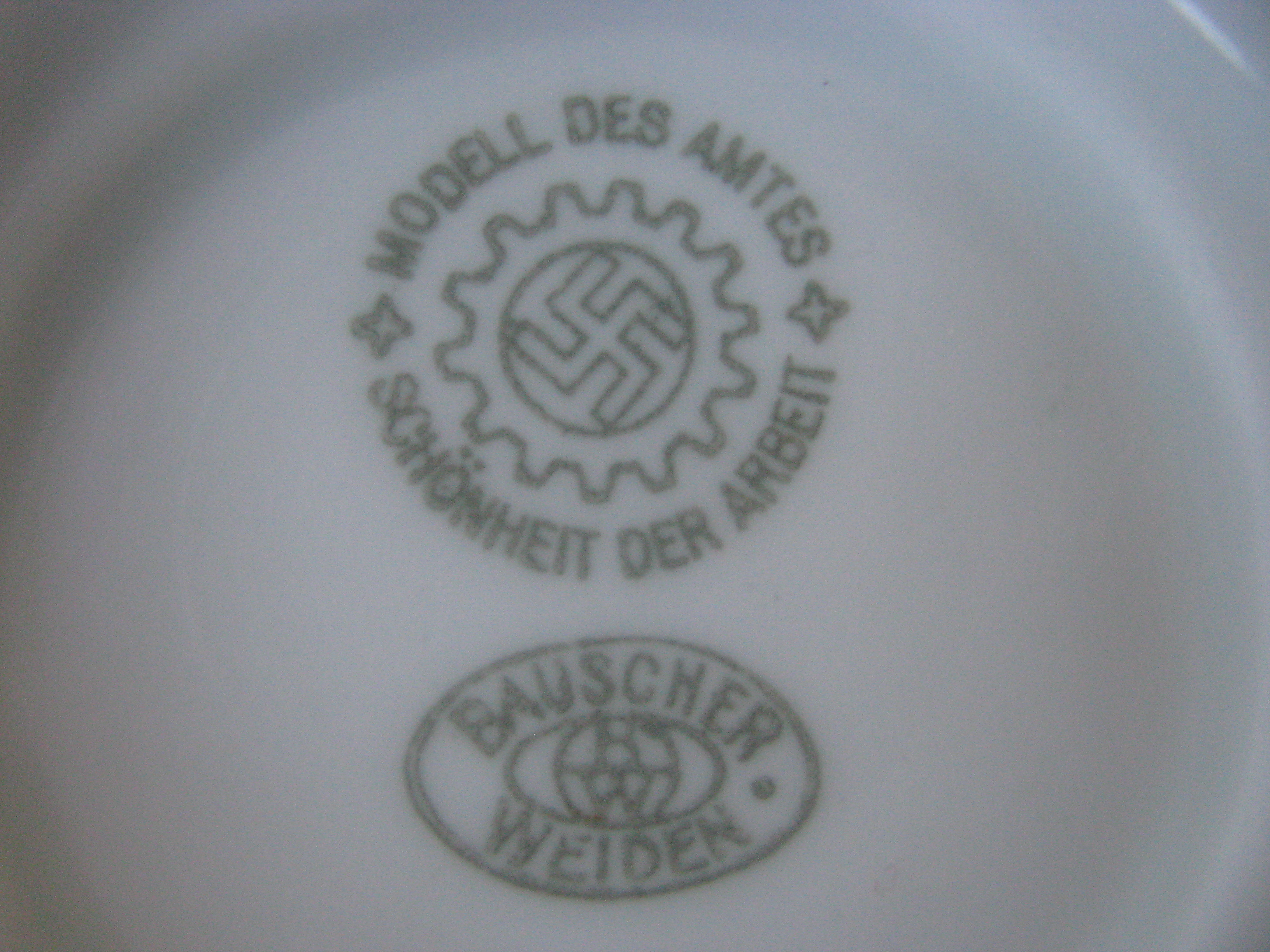
Bodenmarke von Bauscher als Eigentumsmarkierung für die Betriebskantine des Deurag-Nerag-Werkes im Amt Schönheit der Arbeit

## Markenfälschungen
Marken-Fälschungen und -Nachahmungen kamen schon sehr frühzeitig auf, wobei besonders die beliebten und daher zumeist teuren Porzellane gefälscht wurden. So unter anderem der Marken Meißener Porzellan, Manufacture royale de porcelaine de Sèvres und Capo-di-Monte. Heute werden vorrangig Billigporzellane aus Asien als „Geschenkware“ importiert und mit Phantasiemarken versehen auf Antikmärkten als „Sammlerstücke“ angeboten. Dabei werden dann Fälschungskopien zunehmend durch „Stilfalsifikate“ ersetzt.